# 聖若瑟堂 (大城)

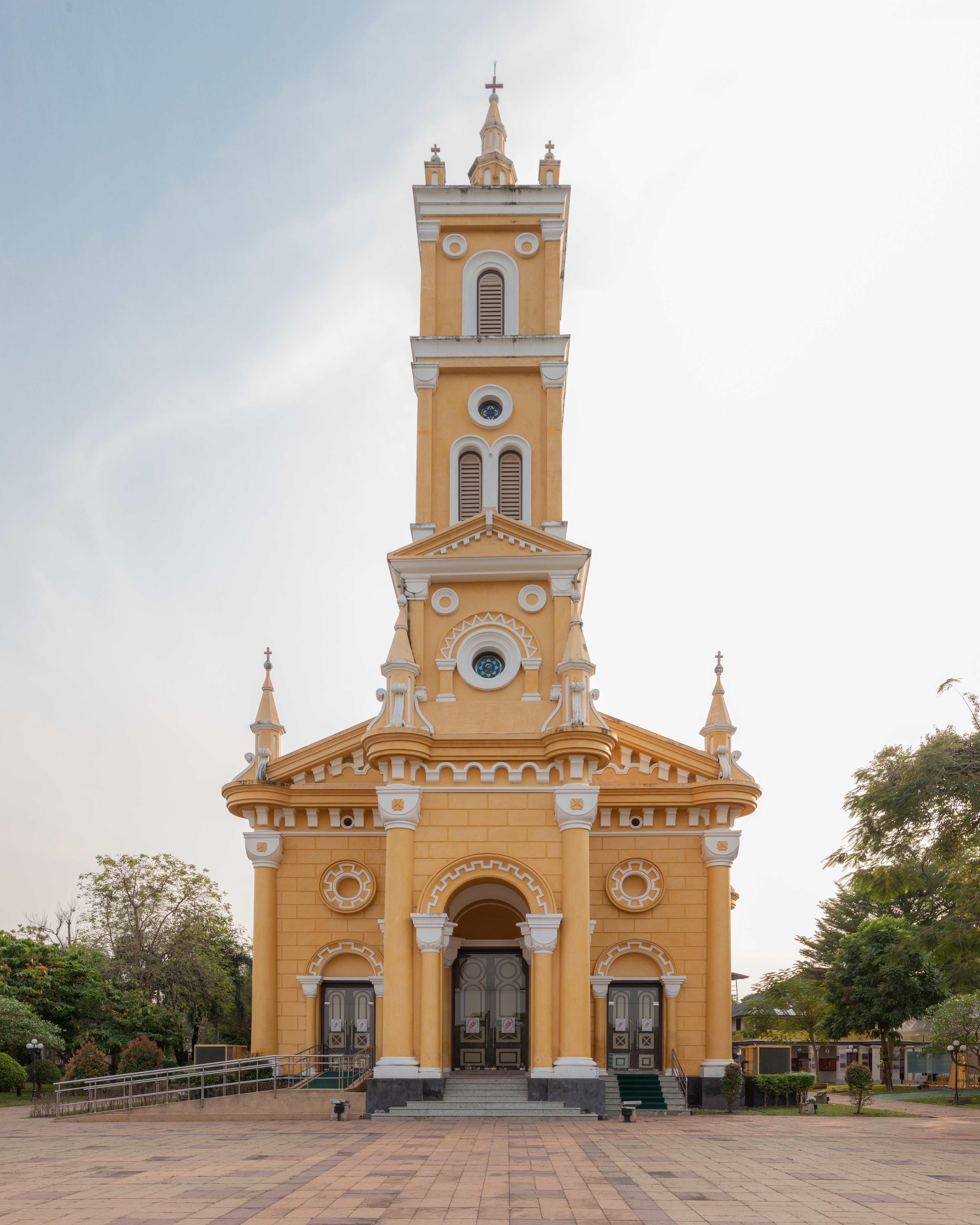
外觀

14°20′19″N 100°33′02″E / 14.338732°N 100.550619°E
聖若瑟堂是泰國大城的一所天主教堂，受曼谷總教區管轄。
聖堂位於阿瑜陀耶古城對岸、昭拍耶河南岸。1666年、大城王朝那萊王在位期間，當時的暹羅宗座代牧區獲批准興建一所修道院。聖堂在1673年也獲批准興建，最初是木構建築。1685-95年間改以磚重建。緬甸入侵大城期間教堂和修道院被焚燬。
聖堂在1831年開始重建，1847年啟用。